# FontLab
FontLab és tant el nom d'una companyia, FontLab Ltd, i el nom original del seu producte d'editor de fonts, ara anomenat FontLab Studio. Des de principis dels 2000, FontLab Studio ha sigut l'eina de software dominant pel desenvolupament de fonts digitals comercials. Açò és en part així perquè l'una vegada dominant Fontographer d'Altsys cessà el seu desenvolupament després de la seua adquisició per Macromedia. Durant la fusió i adquisició de Macromedia per Adobe Systems en 2005, Macromedia va vendre els drets de Fontographer i el seu codi a FontLab Ltd, així que FontLab ara té i manté les dues eines d'edició de fonts més populars.

## Productes
- FontLab Studio (abans FontLab) — editor de fonts per a dissenyadors professionals.
- Fontographer — editor de fonts per editors gràfics, artistes i publicistes
- TypeTool — editor de fonts per a estudiants i afeccionats
- TransType — convertidor de fonts per Macintosh i Windows; fonts web OpenType, TrueType, i PostScript Type 1
- FontLab Pad — Editor que suporta tots els formats de color de font.
- BitFonter — Editor de fonts bitmap
- ScanFont